# اوردبند (کالیفرنیا)
اوردبند (به انگلیسی: Ordbend) یک منطقهٔ مسکونی در ایالات متحده آمریکا است که در شهرستان گلن، کالیفرنیا واقع شده‌است. اوردبند ۳۷ متر بالاتر از سطح دریا واقع شده‌است.